# Policaziu
- Pleiocaziu este un tip de inflorescență simplă. [1][2] (lat. "pleiochasium")

- Polihaziu,[3]  [3])